# Little Clifton
Pour les articles homonymes, voir Clifton.
Little Clifton est un village et une paroisse civile de Cumbria, situé dans le nord-ouest de l'Angleterre. 